# 15 éxitos (Mecano)
15 éxitos es el título de uno de los álbumes recopilatorios del grupo español de música tecno-pop Mecano. Álbum publicado en el mes de mayo de 1987 únicamente en formato de disco de vinilo bajo el depósito legal: nb-87-2742 en una edición especial para Venezuela como estrategia de promoción para la gira de conciertos en directo de 1987 en varias ciudades de dicho país.

## Antecedentes
Con anterioridad, en 1986 y como parte de la gira promocional, Mecano hace su segunda visita a Venezuela  correspondiente al álbum Entre el cielo y el suelo (la primera visita de Mecano a Venezuela es durante 1985, en plena gira de conciertos correspondiente al álbum Ya viene el Sol). El grupo además de hacer varias entrevistas en diferentes emisoras de radio de Caracas, también hacen presentaciones en persona; pero tocando en playback en el programa musical de televisión Sábado Sensacional conducido para ese momento por el actor y animador venezolano Amador Bendayán.
Los productores ejecutivos de dicho programa sabatino "persuaden" a Mecano de realizar un concierto gratuito en el famoso auditorium de "Mata de Coco" ubicado en urbanización La Castellana (municipio Chacao, Caracas, Venezuela) concierto que sería grabado en video por Venevisión, canal 4 de Venezuela y cuyas imágenes serían usadas posteriormente para promocionar la gira de conciertos en directo a realizarse a mediados de 1987 en el país.
Finalmente, y ya pasados unos meses luego de la inicial gira promocional de Mecano, el grupo vuelve a Venezuela para iniciar ahora la gira de conciertos en este país; es en mayo de 1987 que se publica este álbum recopilatorio como parte de la estrategia de promoción a dicha gira de conciertos. Extrañamente dentro del listado de canciones de este álbum compilado no se incluye ninguna canción perteneciente a Entre el cielo y el suelo, sino que todos los temas son canciones viejas que Mecano publicó en su momento con el sello discográfico CBS Columbia cedidos éstos gentilmente al sello discográfico Rodven Discos y distribuido por Sono-Rodven como así lo hacen señalar en la contraportada de dicho álbum.

## Diseño gráfico: La portada
Durante el concierto gratuito de Mecano en "Mata de Coco" realizado en 1986, además de todo el material en video que de ahí se recoge, a la par también se hace una sesión de fotos improvisada por parte de la empresa Rodven Discos a medida que dicho concierto se va realizando... de esta sesión de fotos sale la fotoportada de este álbum recopilatorio.
La fotoportada no está centrada en la carátula, más bien—adrede—tiene una posición tal que parezca que fue colocada al descuido. En la foto en sí vemos a Ana Torroja usando la típica clineja de cabello artificial que ella solía usar durante la promoción de "Entre el cielo y el suelo", vestida con lo que parece ser un traje japonés manga larga color azul marino satinado y en el cuello del traje (alto de por sí) lleva un adorno a manera de prendedor con la forma de alas de aviador. Nacho Cano del lado izquierdo de la fotografía: De frente a Ana; pero casi de espaldas a la cámara fotográfica; lleva una camisa de cuadros manga larga remangada y desabotonada... Nacho está tocando la guitarra. José María del lado derecho de la foto y detrás del hombro izquierdo de Ana Torroja; lleva una chaqueta de cuero marrón y por debajo de esta, una chemise color azul marino. José también está tocando la guitarra. 
Esta fotografía fue tomada justo en el instante en que Ana y los Hermanos Cano están cantando el estribillo final del tema "Te busqué", que sea dicho de paso, es una de las canciones que Mecano nunca ha interpretado en playback en presentaciones musicales en programas de televisión, por lo menos en lo que se refiere a las presentaciones que han dado en España.
El diseño gráfico y la diagramación de este álbum corren por cuenta de: Antonio Lovera.

## Lista de canciones
| Cara A |                            |                              |          |  |
| N.º    | Título                     | Compositor                   | Duración |  |
| 1.     | «Aire»                     | José María Cano              | 4:09     |  |
| 2.     | «Hoy no me puedo levantar» | Nacho Cano / José María Cano | 3:16     |  |
| 3.     | «Amante de fuego (sic)»    | Nacho Cano                   | 4:30     |  |
| 4.     | «La estación»              | Nacho Cano                   | 4:15     |  |
| 5.     | «Cenando en París»         | José María Cano              | 4:16     |  |
| 6.     | «Me colé en una fiesta»    | Nacho Cano                   | 4:12     |  |
| 7.     | «Perdido en mi habitación» | Nacho Cano                   | 3:44     |  |

| Cara B |                                    |                 |          |  |
| N.º    | Título                             | Compositor      | Duración |  |
| 1.     | «Barco a Venus» (versión álbum)    | Nacho Cano      | 3:19     |  |
| 2.     | «Maquillaje»                       | Nacho Cano      | 2:30     |  |
| 3.     | «Hawaii-Bombay»                    | José María Cano | 4:10     |  |
| 4.     | «No me enseñen la lección»         | Nacho Cano      | 3:11     |  |
| 5.     | «Un poco loco»                     | José María Cano | 3:22     |  |
| 6.     | «Japón»                            | Nacho Cano      | 3:50     |  |
| 7.     | «No pintamos nada» (versión álbum) | Nacho Cano      | 3:50     |  |
| 8.     | «La extraña posición» (disco mix)  | José María Cano | 3:22     |  |

## Gira
Mecano se presentó en el Poliedro de Caracas — a taquilla llena, 13.000 personas cada día — los días 21, 22 y 23 de mayo de 1987, concierto el cual fue grabado por completo por la radioemisora Caracas 750 AM (actual RCR 750 AM) para luego editarlo y presentar algunas de las canciones en un programa especial llamado "Mecano en concierto", el cual fue transmitido al aire días después a la presentación del grupo español en Caracas. El locutor a cargo de hacer los comentarios de dicho programa especial fue Iván Losher, una de la voces radiales más reconocidas del país.
"La gira de conciertos de Mecano comenzó en España el 23 de abril y se extendió hasta el 17 de mayo. Casi inmediatamente llegaron a nuestro país, el primero que visitan de América, aquí se quedarán hasta el 4 de junio cuando partirán hacía Ecuador, México y Estados Unidos. Su segunda gira en su madre patria se inicia el primero de julio y finaliza el 30 de septiembre, así que tienen movimiento en escena par rato. Las presentaciones en Caracas no pudieron ser mejores. en Mata de Coco alcanzaron esplendorosos llenos y la intimidad que brinda el local permitió sentirlos muy reales. En el Poliedro fueron tres días de reventar y siun (sic) equivocarse la promoción que les hicieron que rezaba algo así como "al estilo popular del Poliedro" el espectáculo no solo lo dieron ellos sino el público" […]
"Su itinerario continúa de la siguiente forma:
- Viernes 29 de mayo de 1987: Polígono de tiro de Valencia (Venezuela).
- Sábado 30 de mayo de 1987: Maestranza César Girón de Maracay.
- Domingo 31 de mayo de 1987: Stadium Luis Aparicio de Maracaibo".[2]